# Syzeuctus irrisorius
Syzeuctus irrisorius är en stekelart som först beskrevs av Rossi 1794.  Syzeuctus irrisorius ingår i släktet Syzeuctus och familjen brokparasitsteklar. Inga underarter finns listade i Catalogue of Life.